# Mlondi Dlamini
Mlondi Edward Dlamini (Mpophomeni, 3 de marzo de 1997 – 8 de octubre de 2017) fue un futbolista profesional sudafricano, que jugó en el Maritzburg United como centrocampista. Murió en un accidente de coche el 8 de octubre de 2017.